# Malcolm Knowles
Malcolm Shepherd Knowles (Livingston, 24 agosto 1913 – Arkansas, 27 novembre 1997) è stato un educatore statunitense di fama mondiale al quale si fa riferimento in particolar modo quando si parla di “andragogia”. Fu proprio lui, infatti, a rendere popolare questo tema, specialmente tra i lettori di lingua inglese. Knowles fu professore di Educazione degli Adulti alla North Carolina State University e scrisse diverse opere dedicate proprio al tema dell'andragogia ed ai suoi sviluppi, arrivando a definire sei pilastri dell'apprendimento degli adulti. A Knowles si riconosce il merito di aver tracciato l'ascesa del movimento dell'educazione degli adulti negli Stati Uniti, essendo stato il primo a sviluppare una teoria completa e a individuare prassi di educazione informale degli adulti. I suoi scritti e le sue pubblicazioni hanno avuto e continuano ad avere una grande influenza su quanti operano nel campo dell'educazione agli adulti e le sue teorie hanno plasmato numerosi educatori.

## Biografia
Malcolm Shepherd Knowles nacque il 24 agosto 1913 a Livingston nel Montana. Suo padre era veterinario e già dall'età di quattro anni, Malcolm cominciò a viaggiare con lui, esplorando i luoghi di lavoro dove il padre prestava la sua opera.
Andando in macchina in questi luoghi, discutevamo seriamente su ogni tipo di argomento, dal significato della vita, al concetto di giusto e sbagliato, dalla religione alla politica, dal successo alla felicità e di ogni cosa incuriosisce che un bambino che sta crescendo. Mi ricordo distintamente ancora che mi sentivo più un suo pari che un inferiore Mio padre mi chiedeva cosa pensavo spesso prima di dire quello che pensava lui e questo mi dava la sensazione che rispettasse il mio modo di pensare.
Diventato un giovane adulto Malcom ottenne una borsa di studio per Harvard dove frequentò corsi di filosofia, letteratura, storia, scienze politiche, etica e diritto internazionale. Le attività extracurricolari furono per lui molto importanti: nel periodo universitario fu infatti eletto Presidente della Harvard Liberal Club, segretario generale del New England Model League of Nation, e infine, Presidente della Harvard Phillips Brooks House. Si laureò nel 1934. Inizialmente la sua intenzione era quella di far carriera nella rappresentanza diplomatica e per questo si iscrisse alla Fletcher School of Law and Diplomacy. Nel 1935 si sposò con Hulda Elisabeth Fornell, che aveva incontrato mentre studiava a Harvard, e dalla quale, successivamente, ebbe due figli.
Nell'attesa di intraprendere la carriera diplomatica, trovò un'occupazione presso la National Youth Administration (NYA) in Massachusetts. Il suo lavoro consisteva nell'individuare le competenze richieste dai datori di lavoro, organizzare corsi per insegnare queste competenze, e reclutare giovani interessati a frequentare i corsi. Durante la sua attività incontrò Eduard Lindeman che si occupava della supervisione dei progetti presso la NYA e che diventò il suo mentore. In questo periodo Knowles lesse il libro di Lindeman, Meaning of Adult Education, del quale dirà:
Ero così eccitato che non riuscivo a smettere di leggere. Questo libro è stata la mia fonte primaria di ispirazione e idee per un quarto di secolo.
Con il passare degli anni l'interesse di Knowles per l'educazione agli adulti continuò a crescere. Nel 1940 gli venne offerto un posto come direttore della formazione degli adulti alla YMCA di Boston, dove gli venne data anche l'opportunità di organizzare una "Scuola Associativa” per gli adulti di cui divenne direttore.
Nel 1944 dovette però lasciare la sua posizione per entrare in Marina. Prestò servizio a New York e in California e si congedò nel 1946. Nello stesso anno gli venne offerto il posto di direttore del programma di educazione agli adulti presso la YMCA di Chicago, dove si trasferì insieme alla moglie. Continuò a studiare e approfondire temi legati all'educazione agli adulti e nel 1949 conseguì il diploma di Master of Art. La sua tesi costituì la base del suo primo libro, Informal Adult Education, pubblicato nel 1950. Nel 1951 divenne direttore esecutivo dell'appena costituita Associazione per l'Educazione agli Adulti degli Stati Uniti, dove fu attivo per 9 anni. Si dedicò con passione a ulteriori studi e nel 1960 conseguì il PhD presso l'Università di Chicago.
Successivamente si trasferì a Boston dove divenne Professore associato di formazione degli adulti presso la  Boston University. Nel 1974 divenne professore di educazione agli adulti presso la North Carolina State University, dove lavorò fino al pensionamento. In questo periodo scrisse tre testi che sostenevano le sue tesi di ricerca: "The Modern Practice of Adult Education", "The Adult Learner", e infine "Self Directed Learning". In queste opere, Knowles , oltre a proporre i principi teorici che stanno alla base dell'insegnamento agli adulti, fornisce indicazioni concrete per la progettazione del lavoro in aula e la gestione delle diverse fasi della formazione. Dopo il pensionamento, rimase attivo nel settore: continuò infatti a insegnare presso la Fielding Graduate University di Santa Barbara (California) e presso la University of Arkansas.
Come insegnante, scrittore e leader del settore, Knowles è stato un innovatore, rispondendo alle esigenze del campo, come le percepiva, e come tale, è stato una figura chiave nella crescita e pratica dell'educazione agli adulti in tutto il mondo occidentale di questo secolo. Ma soprattutto, sarebbe forse giusto dire che sia la sua teoria che la sua pratica hanno incarnato il suo sistema di valori e che sono contenute nelle sue formulazioni dell'andragogia.
Malcom Knowles morì in Arkansas il 27 novembre 1997 a causa di un ictus.

## Malcom Knowles e l'andragogia
Con la pubblicazione nel 1957 del libro dell'insegnante tedesco Franz Poggeler “Introduction into Andragogy: Basic Issues in Adult Education” il termine andragogia cominciò a essere utilizzato da studiosi e educatori impegnati nell'educazione agli adulti in Germania, Austria, Paesi Bassi e Jugoslavia e a essere usato ampiamente in letteratura. Nel 1967 il formatore iugoslavo Dusan Savicevic partecipò a una sessione estiva condotta da Malcom Knowles presso la Boston University e lo introdusse a questo termine.
Così Knowles, nel suo libro, The making of an adult educator, descrive questo incontro:
Un esperto di educazione agli adulti, Dusan Savicevic, partecipò a una sessione estiva che tenevo alla Boston University. Alla fine della sessione venne da me e con gli occhi che gli brillavano mi disse: “Malcom, stai predicando e praticando l'andragogia.” Replicai: “Andra cosa?” perché non avevo mai sentito prima questo termine.
Nell'aprile 1968, Malcom Knowles scrisse sulla rivista Adult Leadership l'articolo dal titolo provocatorio “Androgogy, not Pedagogy” (nell'articolo viene utilizzata erroneamente la forma Androgogy, che verrà successivamente corretta in Andragogy). In breve tempo il termine andragogia ricevette un riconoscimento generale nel Nord America e negli altri Paesi di lingua inglese. Knowles, che può essere considerato il padre dell'andragogia negli Stati Uniti, la definisce come “l'arte e la scienza di aiutare gli adulti ad apprendere”, distinta dalla pedagogia, ovvero l'arte e la scienza di insegnare ai bambini e ai ragazzi. La tesi centrale è che le esperienze e le strategie dell'adulto che impara sono diverse da quelle di bambini e ragazzi e che quindi non è sufficiente trasporre i principi pedagogici alla formazione degli adulti, ma sono necessari metodologie, docenti e assunti filosofici speciali.
I processi formativi in età adulta nascono in seguito alla presa di coscienza che l'uomo si modifica in modo permanente e che è soggetto di educazione per l'intero ciclo della vita, in quanto anche le esigenze del mondo del lavoro e delle professioni richiedono un costante riallineamento delle conoscenze. I processi educativi in età adulta si configurano come un'iniziativa che, oltre ad occuparsi delle persone adulte interessate alla formazione, si rivolge anche agli adulti non in formazione e che talvolta non ne avvertono il bisogno.
Il concetto di “alfabetizzazione” viene superato in favore di quello di “educazione permanente”, per la realizzazione della quale, oltre alla scuola, devono contribuire anche il mondo del lavoro, le forze imprenditoriali, i mass-media, le comunità religiose e locali.
Un rapporto del Consiglio d'Europa nel 1973 ipotizzò la profonda trasformazione dei sistemi formativi mediante l'integrazione dell'educazione scolastica con la formazione degli adulti. Il documento prospettava l'alternanza di periodi di studio e di periodi lavorativi, in modo da combattere le distorsioni dei sistemi “chiusi” (la scuola e la formazione professionale, l'una estranea all'altra) e favorire la progressiva scoperta delle vocazioni personali e delle prospettive professionali.

## Andragogia versus Pedagogia
Nel testo del 1980, The Modern practice of adult education: From pedagogy to andragogy, Knolwes propone un confronto tra gli assunti della pedagogia e quelli dell'andragogia.
|                                     | pedagogia | andragogia |
| concetto di sé del discente         | Il ruolo del discente è di dipendenza. La società si aspetta che l'insegnante prenda la piena responsabilità nel determinare che cosa deve essere appreso, come e quando verrà appreso e se sia stato appreso. | L'apprendente si muove da una condizione di dipendenza a una di apprendimento auto-diretto. Il compito dell'insegnante è quello di incoraggiare e promuovere questo movimento. |
| ruolo delle esperienze del discente | L'esperienza di cui i discenti sono portatori ha poco valore. Può essere usata come punto di partenza, ma l'esperienza dalla quale i discenti traggono il maggior vantaggio è quella del docente, di chi ha redatto i libri di testo, di chi ha prodotto i supporti audiovisivi o di altri esperti. | Crescendo si accumula e si sviluppa una sempre maggior esperienza che diventa una risorsa sempre più ricca per l'apprendimento. Gli adulti ritengono più significativo quanto appreso attraverso l'esperienza che quanto acquisito passivamente. |
| disposizione a apprendere           | I discenti sono disposti a imparare tutto quello che la società, e in particolare la scuola, ritenga debba essere appreso, se vogliono andare avanti ed essere promossi. La maggior parte delle persone della stessa età è pronta a apprendere le stesse cose. L'apprendimento deve perciò essere organizzato secondo curricola standardizzati, con una progressione analoga per tutti i discenti.                               | Gli adulti sono disposti a imparare quello di cui hanno bisogno per far fronte adeguatamente a compiti e problemi della loro vita reale. L'educatore ha la responsabilità di creare le condizioni e fornire gli strumenti e le procedure per aiutare i discenti a scoprire i propri “bisogni di sapere”. I programmi devono essere centrati su categorie che riguardano l'applicazione reale e procedere in accordo con la disponibilità dei discenti a imparare. |
| orientamento verso l'apprendimento  | I discenti vedono l'educazione come un processo di apprendimento dei contenuti della materia che sarà, principalmente utile solo in un tempo successivo. Il curriculum viene organizzato in unità che seguono la logica della materia (per esempio dalla storia antica alla storia moderna, da concetti matematici o scientifici semplici, a concetti più complessi). L'orientamento all'apprendimento è centrato sulle materie. | I discenti considerano l'educazione come un processo di sviluppo delle competenze per raggiungere il loro pieno potenziale. Vogliono essere in grado di applicare le conoscenze e le abilità che acquisiscono oggi, per vivere in maniera più efficace il domani. Le esperienze di apprendimento devono essere organizzate per categorie di sviluppo delle competenze. L'orientamento all'apprendimento è centrato su compiti e problemi della vita reale.        |

Nelle opere successive, Knowles individua altri due assunti centrali nella teoria andragogica: la motivazione ad apprendere, aggiunta nel 1984, e il bisogno di sapere, aggiunto in anni più recenti. La motivazione ha un ruolo fondamentale nella formazione degli adulti perché legata al desiderio di una maggiore soddisfazione nel lavoro, all'autostima, alla qualità della vita. Il bisogno di sapere viene inteso invece come la necessità di capire perché bisogna apprendere qualcosa, fondamentale per investire energia nelle esperienze formative.

## Il modello andragogico
L'andragogia è per Knowles il corpo delle conoscenze riguardanti i discenti adulti che si sviluppa in modo parallelo e distinto rispetto al modello pedagogico dell'apprendimento infantile. Nel modello andragogico è centrale la considerazione degli adulti come learners, soggetti in apprendimento, che hanno delle specifiche prospettive individuali.
Knowles cercò di formulare un modello unificato che potesse incorporare principi e metodologie provenienti da varie teorie. Il modello andragogico è un modello processuale che si discosta dai modelli tradizionali centrati sui contenuti. Nel modello andragogico, l'insegnante, che viene considerato facilitatore, consulente, agente di cambiamento, favorisce lo sviluppo di capacità di apprendimento autodiretto e di acquisizione di competenze. 
Gli elementi fondamentali del modello andragogico sono: 
- assicurare un clima favorevole all'apprendimento, predisponendo un ambiente fisico adeguato e mettendo a disposizione del discente risorse e strumenti;
- creare una meccanismo per la progettazione comune, coinvolgendo il discente nell'organizzazione dell'intervento formativo;
- diagnosticare i bisogni di apprendimento;
- progettare un modello di esperienze di apprendimento;
- mettere in atto il programma;
- valutare il programma.

Knowles mise in discussione la distribuzione dei ruoli di potere tra i vertici del triangolo committente-formatore-partecipante. Egli propose il coinvolgimento dei soggetti dell'apprendimento in tutte le fasi del processo, a cominciare dalla stesura degli obiettivi.
La posizione di Knowles rivoluzionò la prassi formativa tradizionale, indirizzandola in una direzione diversa: quella di una formazione rivolta all'uomo e alla donna, all'individuo in rapporto con il suo lavoro, ma anche all'individuo che ha una propria storia, delle proprie idee.

## Rivisitazione del modello andragogico
Nella rivisitazione del modello andragogico Knowles modificò le proprie posizioni di partenza, rispetto ai sei assunti fondamentali.
Bisogno di sapere: gli adulti possono non essere consapevoli del proprio bisogno di apprendere; è compito del facilitatore far emergere questa esigenza.
Concetto di sé del discente: nonostante gli adulti abbiano un concetto di sé come persone responsabili, ci sono delle situazioni in cui essi manifestano dipendenza. L'educatore degli adulti ha il compito di favorire il passaggio dalla dipendenza alla capacità di autonomia nell'apprendimento.
Ruolo delle esperienze del discente: l'esperienza degli adulti che entrano in apprendimento è qualitativamente diversa rispetto a quella dei giovani. Questa ricchezza comporta la rigidità di abitudini mentali e pregiudizi che oppongono resistenza all'apprendimento e alla possibilità di pensare in maniera alternativa.
Disponibilità ad apprendere: l'adulto dimostra una disponibilità ad apprendere ciò che si deve sapere rispetto alle esigenze della vita e ai compiti evolutivi.
Orientamento nei confronti dell'apprendimento: l'orientamento all'apprendimento sembra più orientato al compiti, ai problemi alla vita. Questa caratteristica dell'apprendimento degli adulti è diventata oggi sempre più reale tema di intervento educativo anche nei confronti dei giovani, attraverso le ricerche sull'apprendimento nel contesto pratico.
Motivazione ad apprendere: le motivazioni più forti sono quelle connesse alla propria realizzazione, alla propria crescita. Queste motivazioni però possono essere ostacolate dalla scarsa fiducia nelle proprie capacità di apprendimento e dalla mancanza di offerte formative. Ciò significa che gli adulti devono essere messi nelle condizioni pratiche.

## Le opere
Nel corso della carriera, Knowles ha scritto oltre 230 articoli e 18 libri.

### Le opere principali
Alcune delle sue principali opere sono:
- Knowles, M. S. (1950). Informal adult education. New York: Association Press.
- Knowles, M. S., & Knowles, H. F. (1955). How to develop better leaders. New York: Association Press.
- Knowles, M. S., & Knowles, H. F. (1959). Introduction to group dynamics. Chicago: Association Press. Revised edition 1972, published by New York: Cambridge Books.
- Knowles, M. S. (1968). Andragogy, not pedagogy. Adult Leadership, 16(10), 350–352, 386.
- Knowles, M. S. (1975). Self-directed learning: A guide for learners and teachers. Englewood Cliffs: Prentice Hall/Cambridge.
- Knowles, M. S. (1977). The adult education movement in the United States. Malabar, FL: Krieger.
- Knowles, M. S. (1980). The modern practice of adult education: From pedagogy to andragogy. Englewood Cliffs: Prentice Hall/Cambridge.
- Knowles, M. S., et al. (1984). Andragogy in action: Applying modern principles of adult education. San Francisco: Jossey-Bass.
- Knowles, M. S. (1986). Using learning contracts. San Francisco: Jossey-Bass.
- Knowles, M. S. (1989). The making of an adult educator: An autobigraphical journey. San Francisco: Jossey-Bass.
- Knowles, M. S. (1990). The adult learner: A neglected species. Houston: Gulf Publishing Company.

### Le opere tradotte in italiano
- Malcom Knowles, Elwood F. Holton III, Richard A Swanson, Quando l'adulto impara. Andragogia e sviluppo della persona, Franco Angeli, Milano, 2008 (9ª edizione, nuova edizione), prefazione a cura di Maurizio Castagna.

Il testo è un'opera fondamentale sull'apprendimento in età adulta che offre strumenti sia teorici che pratici e operativi a formatori, insegnanti, educatori.
- Malcom Knowles, La formazione degli adulti come autobiografia, Raffaello Cortina Editore, Milano, 1996.

In questo testo, Malcom Knowles ci fornisce un'immagine di sé, sia come uomo che come educatore. Knowles ripercorre i momenti significativi della sua vita, illustra quello che ha realizzato, racconta come è diventato educatore degli adulti e come ha cambiato il suo modo di pensare nel tempo. Spiega inoltre i concetti fondamentali della sua teoria, partendo dalle domande che frequentemente gli vengono poste.